# Кёблёш, Элек Балтазарович
Элек Балтазарович Кёблёш (венг. Köblős Elek, псевдоним Бадулеску; 12 мая 1887 — 9 сентября 1938) — румынский революционер венгерского происхождения. Генеральный секретарь Коммунистической партии Румынии (1924—1927), деятель ИККИ.

## Биография
Родился в венгерской семье в Шаромберке (Трансильвания). После окончания школы в родной деревне в жудеце Муреш, отправился учиться в коллегиум имени Габора Бетлена в городе Аюд. Но через четыре года вынужден был бросить учёбу и начал работать плотником в Тыргу-Муреше. В 1905 году вступил в профсоюз и Социал-демократическую партию Венгрии. Во время Первой мировой войны призван в австро-венгерскую армию и отправлен на итальянский фронт.
В 1919 году поддержал провозглашение Венгерской советской республики и сражался в её частях против румынских интервентов.
Участвовал в съезде Социалистической партии Румынии, но был арестован по его окончании 12 мая 1921 года. В октябре 1922 года избран в ЦК Коммунистической партии Румынии в составе Георге Кристеску, Александру Доброджану-Геря, Лукрециу Пэтрэшкану, Марчела Паукера, Евгения Розваня и Бориса Стефанова. В 1922—24 руководитель Комиссии ЦК КПР по работе в профсоюзах. В 1924 году избран генеральным секретарём КПР.
В 1926 году из-за репрессий вынужден покинуть Румынию и останавливается в Кошице (Чехословакия). Там подвергается аресту, ему грозит депортация назад в Румынию. Однако под давлением общественности (включая обращение Анри Барбюса) он был выпущен на свободу и уезжает в СССР. 
В 1927 году обвинен в троцкизме, снят с поста генерального секретаря, в 1928 не был переизбран в состав ЦК, в декабре 1929 исключён из КПР. Работал на авиационном заводе. В 1937 репрессирован. 9 октября 1938 года осужден к расстрелу Военной Коллегией Верховного суда СССР «за шпионаж и участие в диверсионно-террористической организации». Расстрелян в 1938 г. Реабилитирован посмертно 8 декабря 1956 года Военной Коллегией Верховного суда СССР. В Румынии реабилитирован в 1968 году.